# هارولد فرانكلين
هارولد ألكسندر فرانكلين (بالإنجليزية: Harold Alexander Franklin) هو ضابط بريطاني شارك في الحربين العالميتين الأولى والثانية. ولد في 28 نوفمبر 1885 وتوفي في 31 مارس 1963.
شغل فرانكلين مناصب عسكرية عديدة خلال حياته، وكان أحد القادة العسكريين البارزين خلال الحرب العالمية الثانية. وقاد فرقة المشاة الخامسة خلال المعركة المشهورة في فرنسا في مايو/يونيو 1940، والتي انتصر فيها الجيش الألماني على الجيوش الفرنسية والبريطانية. كما شغل منصب قائد عام للقوات البريطانية في شمال أفريقيا وقاد حملة ناجحة ضد القوات الألمانية في المنطقة.
وفي عام 1944، تم تعيينه كقائد عام للحلفاء في إيطاليا، وشارك في حملة إيطاليا وحملة نورماندي في فرنسا. وفي عام 1946، تم تعيين فرانكلين كحاكم لجنوب أفريقيا، وشغل هذا المنصب حتى عام 1951.
حصل فرانكلين على عدة أوسمة عسكرية ومدنية من بينها وسام الشجاعة العسكرية ووسام الاستحقاق العسكري الكبير ووسام الاستحقاق البريطاني.
يمكن الإشارة إلى أن هارولد ألكسندر فرانكلين كان يتمتع بمهارات قيادية فذة وشجاعة في المعارك، واشتهر بقدرته على التعامل مع المواقف الصعبة واتخاذ القرارات الحاسمة في أوقات الأزمات.
كما كان فرانكلين مهتمًا بالأدب والفن، وكان يحب الكتابة والقراءة في وقت فراغه. وفي عام 1952، نشر كتابًا بعنوان "سبعة أيام في مايو" (Seven Days in May)، وهو رواية تاريخية عن المعركة الشهيرة في فرنسا خلال الحرب العالمية الثانية.
ويعتبر هارولد ألكسندر فرانكلين أحد الشخصيات العسكرية البارزة في تاريخ بريطانيا، وتم تكريمه بالعديد من الأوسمة والتقديرات على مدار حياته وبعد وفاته. كما أنه لا يزال يحظى بتقدير كبير من قبل الجيش البريطاني والمجتمع البريطاني بصفة عامة.

## حياته
تتضمن حياة هارولد ألكسندر فرانكلين الشخصية عدة جوانب. كان فرانكلين شخصًا متزنًا وهادئًا، وكان يشتهر بقدراته القيادية والتنظيمية الفذة. وكان يتمتع بشخصية قوية وثقة بالنفس، وكان يحب التحدي والعمل الجاد.
كان فرانكلين متزوجًا من مارجريت فرانكلين، وكان لديهما ابنان. وكان يقضي وقت فراغه في القراءة والكتابة، وكان يحب الأدب والفنون. وقد نشر عدة كتب، بما في ذلك كتابه "سبعة أيام في مايو" الذي نشر في عام 1952.
ويعتبر فرانكلين شخصية محترمة وموثوق بها في الجيش البريطاني والمجتمع بشكل عام، وقد تم تكريمه بعدة أوسمة وتقديرات على مدار حياته وبعد وفاته. كما أنه كان لديه علاقات ودية مع العديد من الشخصيات العسكرية والسياسية المشهورة في ذلك الوقت، بما في ذلك وينستون تشرشل ودويت إيزنهاور.

## معاركه
شارك هارولد ألكسندر فرانكلين في العديد من المعارك خلال حياته العسكرية، ومن أبرز هذه المعارك:
1- معركة فرنسا: شارك فرانكلين وفرقته في المعركة الشهيرة في فرنسا خلال الحرب العالمية الثانية، وقاد فرقته ببراعة في مواجهة الجيش الألماني.
2- حملة شمال أفريقيا: تم تعيين فرانكلين كقائد للقوات البريطانية في شمال أفريقيا، وقاد حملة ناجحة ضد القوات الألمانية في المنطقة.
3- حملة إيطاليا: تم تعيين فرانكلين كقائد عام للحلفاء في إيطاليا، وشارك في حملة إيطاليا التي تمكنت فيها القوات الحلفاء من السيطرة على البلاد.
4- حملة نورماندي: شارك فرانكلين في حملة نورماندي في فرنسا، والتي كانت أحد أهم المعارك التي خاضتها الحلفاء خلال الحرب العالمية الثانية.
ويعتبر فرانكلين من القادة العسكريين البارزين في تاريخ بريطانيا، وقاد القوات البريطانية والحلفاء في العديد من المعارك الهامة التي ساهمت في الانتصار على القوات الألمانية وتحرير أوروبا.